# Сражение под Ревандузом
Сражение под Ревандузом — сражение между иракскими войсками и курдскими пешмерга 3-12 мая 1966 г; крупнейшее боевое столкновение «Сентябрьского восстания» иракских курдов.

## Планирование
Наступление в районе Ревандуза являлось первым этапом так называемого «плана Окайли», разработанного в начале 1966 года иракским министром обороны Абдель-Азизом аль-Окайли, согласно которому мощные атаки иракской армии на позиции курдов должны были покончить с курдской проблемой. План предусматривал овладение «дорогой Гамильтона» (шоссе Ревандуз-Хаджи Омран), связывавшей Иракский Курдистан с Ираном. Отрезав таким образом курдов от снабжения из Ирана, далее предполагалось, развивая наступление, разрезать повстанческий район на две части.
Суть плана была хорошо известна курдской разведке, как и предполагаемая дата начала наступления — 15 апреля. Однако произошедшая накануне гибель президента Ирака Абдул-Саляма Арефа остановила действие плана, что в свою очередь деозриентировало курдов. Поэтому начавшееся в ночь на 3 мая наступление на горы Зозек и Хиндрин, господствующие над «дорогой Гамильтона», явилось для пешмерга полной неожиданностью.
Для операции в Ревандузе были сосредоточены 7 бригад; из них одна (4-я) наступала на Хиндрин, другая (3-я) на Зозек; их поддерживали ещё две бригады и «джаши» (иррегулярные курдские отряды на правительственной службе). Три бригады находились в резерве.

## Сражение
На горе Зозек курдам удалось отбиться; на Хиндрине же среди пешмерга воцарилась паника, и иракцы, захватив ключевые позиции, дошли почти до самой вершины. Спешно присланный Идрис Барзани сумел организовать оборону на Хиндрине и остановить иракцев. 6 мая иракцы начали новое наступление на Зозек и заняли его, но были выбиты контратакой курдского подкрепления. Уже на следующий день курды сумели обойти иракцев с флангов и обрушить на них минометный огонь. Иракцы были крайне измотаны постоянными боями, и пользуясь этим, прибывший на место Мустафа Барзани разработал план контрнаступления.
Контрнаступление началось 12 мая в 16 часов. Неожиданной атакой захватив первую линию обороны противника, курды повернули против него захваченные миномёты и предприняли новую атаку второй линии. В течение двух часов иракские части были совершенно разгромлены и отброшены в Ревандуз. Курды захватили богатые трофеи.
В книге Масуда Барзани приведен текст переговоров между командиром иракской 4-й бригады (штурмовавшей Хиндрин) подполковником Халедом Хасаном Фариди и одним из его комбатов (радиоперехват курдов):
Майор Ибрагим: «Господин, положение чрезвычайно плохое. Каждый солдат думает только о своем спасении, никто не выполняет моих приказов.

Комбриг-4: Сосредоточьте на них огонь минометов.

Майор: Господин, минометы уже полчаса как в руках мятежников, и они используют их против нас.

Комбриг-4: Держись на своих позициях, я же знаю, что ты герой. Я пошлю вам помощь с воздуха и 5,5 (дюймовые) минометы.

Майор: Ей-Богу, никакой надежды, даже если мы сбросим атомную бомбу. Мятежники захватили все пункты. В наших руках не осталось ничего. Они уже у моего штаба, я больше не могу поддерживать с вами связь!»

## Последствия
Подполковник Фариди, один из лучших командиров иракской армии, после поражения вышел в отставку и уехал в Чехословакию.
Эта победа курдов определила ход курдско-иракского противостояния не только на ближайшее время (29 июня было подписано мирное соглашение между Барзани и Багдадом), но и на многие годы вперёд. С тех пор вплоть до 1974 года багдадское правительство и Генеральный штаб не рисковали планировать широкомасштабные операции по подавлению курдского восстания, не веря в возможность их успеха.